# 1477 az irodalomban
Az 1477. év az irodalomban.

## Megjelent új művek
- William Caxton, az első angol könyvnyomdász kiadja a Dictes or Sayengis of the Philosophrest, az első, kiadási dátummal is ellátott Angliában nyomott könyvet

## Születések
- július 4. – Johannes Aventinus bajor humanista, filológus, történetíró († 1534)